# Fill Me In
Fill Me In è un brano musicale eseguito dal cantante britannico Craig David e pubblicato come primo singolo estratto dall'album di debutto Born to Do It. Il brano è stato pubblicato dal 3 aprile 2000 nei negozi di dischi.
Il brano ha esordito alla numero uno nella Official Singles Chart. Craig David allora diciottenne è così diventato il più giovane cantante inglese a trovarsi in quella posizione da Craig Douglas (che era arrivato in vetta alla classifica con Only Sixteen nel settembre 1959) come anche il più giovane solista ad essere arrivato in vetta alla classifica britannica col suo brano di debutto. Entrambi i primati sono stati superati da Gareth Gates che a diciassette anni ha esordito in vetta alla classifica con Unchained Melody nel marzo 2002.

## Classifiche
| Classifica (2000) | Posizione massima |
| ----------------- | ----------------- |
| Australia         | 6                 |
| Belgio (Fiandre)  | 28                |
| Belgio (Vallonia) | 56                |
| Canada            | 1                 |
| Francia           | 34                |
| Germania          | 37                |
| Irlanda           | 7                 |
| Norvegia          | 16                |
| Nuova Zelanda     | 11                |
| Paesi Bassi       | 8                 |
| Regno Unito       | 3                 |
| Stati Uniti       | 1                 |
| Stati Uniti (R&B) | 2                 |
| Svezia            | 28                |
| Svizzera          | 45                |